# Platamops mediofasciatus
Platamops mediofasciatus es una especie de coleóptero de la familia Salpingidae.

## Distribución geográfica
Habita en Brasil.